# UFC Fight Night: Allen vs. Craig
UFC Fight Night: Allen vs. Craig（ユーエフシー・ファイトナイト：アレン・バーサス・クレイグ、別名UFC Fight Night 232、UFC on ESPN+ 90）は、アメリカ合衆国の総合格闘技団体「UFC」の大会の一つ。2023年11月18日、ネバダ州ラスベガスのUFC APEXで開催された。

## 大会概要
本大会はブレンダン・アレンとポール・クレイグのミドル級戦が組まれた。

## 試合結果

### プレリミナリーカード
第1試合 128ポンド契約 5分3R
○  ハファエル・エステバム vs.  チャールズ・ジョンソン ×
3R終了 判定3-0（29-28、29-28、29-28）
※エステバムの体重超過によりフライ級から変更。
第2試合 ライト級 5分3R
－  トレイ・オグデン vs.  ニコラス・モッタ －
3R 3:11 ノーコンテスト（誤審）
第3試合 女子バンタム級 5分3R
○  アイリーン・ペレス vs.  ルーシー・プディロヴァ ×
3R終了 判定3-0（29-27、29-28、29-28）
第4試合 148ポンド契約 5分3R
○  ジェカ・サラギ vs.  ルーカス・アレクサンダー ×
1R 1:31 KO（右フック→パウンド）
※アレクサンダーの体重超過によりフェザー級から変更。
第5試合 ヘビー級 5分3R
○  ミック・パーキン vs.  カイオ・マシャド ×
3R終了 判定3-0（29-28、29-28、29-28）
第6試合 ミドル級 5分3R
○  クリスチャン・レベリロイ・ダンカン vs.  デニス・トゥルーリン ×
2R 4:24 TKO（パウンド）
第7試合 バンタム級 5分3R
○  ホゼ・ジョンソン vs.  チャド・アンヘリガー ×
3R 4:49 リアネイキドチョーク
第8試合 フェザー級 5分3R
○  ジョアンダーソン・ブリート vs.  ジョナサン・ピアース ×
2R 3:54 ニンジャチョーク

### メインカード
第9試合 ウェルター級 5分3R
○  ムイクティベク・オロルバイ vs.  ウロシュ・メディチ ×
2R 4:12 ネッククランク
第10試合 女子ストロー級 5分3R
○  アマンダ・ヒバス vs.  ルアナ・ピニェーロ ×
3R 3:53 TKO（右ストレート→パウンド）
第11試合 バンタム級 5分3R
○  ペイトン・タルボット vs.  ニック・アギーレ ×
3R 0:58 リアネイキドチョーク
第12試合 ライト級 5分3R
○  チェイス・フーパー vs.  ジョーダン・レビット ×
1R 2:58 リアネイキドチョーク
第13試合 ウェルター級 5分3R
○  マイケル・モラレス vs.  ジェイク・マシューズ ×
3R終了 判定3-0（30-27、29-28、29-28）
第14試合 ミドル級 5分5R
○  ブレンダン・アレン vs.  ポール・クレイグ ×
3R 0:38 リアネイキドチョーク

### 各賞
ファイト・オブ・ザ・ナイト：該当無し
パフォーマンス・オブ・ザ・ナイト：ブレンダン・アレン、アマンダ・ヒバス、ジョアンダーソン・ブリート、ジェカ・サラギ
各選手にはボーナスとして5万ドルが授与された。

### カード変更
負傷などによるカードの変更は以下の通り。